# Marco Matias
Marco André da Silva Lopes Matias, noto semplicemente come Marco Matias (Barreiro, 10 maggio 1989), è un calciatore portoghese, attaccante del Farense.

## Caratteristiche tecniche
Gioca come ala destra.

## Palmarès

### Competizioni nazionali
- Coppa del Portogallo: 1

Vitória Guimarães: 2012-2013